# Batalla de Quebracho Herrado
La Batalla de Quebracho Herrado (este de la provincia de Córdoba, Argentina, 28 de noviembre de 1840) fue una victoria del ejército federal argentino, al mando del expresidente uruguayo, brigadier Manuel Oribe sobre el ejército unitario dirigido por el brigadier Juan Lavalle, durante las guerras civiles de ese país.

## Antecedentes
En el año 1840 se inició una guerra civil en el litoral fluvial argentino contra el gobernador porteño, brigadier Juan Manuel de Rosas: el ejército unitario dirigido por Lavalle invadió Entre Ríos principalmente con tropas de Corrientes y algunos exiliados unitarios porteños (unos 4000 hombres). Lavalle se enfrentó al ejército federal entrerriano (5000 hombres), a órdenes de su gobernador, brigadier Pascual Echagüe, en Don Cristóbal y en Sauce Grande. Casi al mismo tiempo se formaba la Coalición del Norte, por los gobiernos de cinco provincias opuestas al régimen de Rosas. El ejército de la Coalición, de 2000 hombres, comandado por el coronel mayor Gregorio Aráoz de Lamadrid logró frenar el ataque que le dirigieron los gobernadores de San Juan, coronel Nazario Benavídez, y de Santiago del Estero, brigadier Juan Felipe Ibarra. Después ocupó la provincia de Córdoba, ayudando a colocar allí un gobierno liberal, aliado de la Coalición. Por el otro lado, Rosas había puesto un poderoso ejército de 10 000 hombres al mando del derrocado presidente uruguayo Manuel Oribe para acabar con las tropas unitarias que amenazaban su provincia.
Lavalle, por su parte, luego de Sauce Grande, fue expulsado de Entre Ríos por Echagüe, bajó por el río Paraná e invadió la provincia de Buenos Aires con 2500 hombres, pero fracasó en su intento de derrotar allí a Rosas, por la resistencia federal porteña y por la falta de apoyo francés. De modo que retrocedió hacia Santa Fe, persiguiendo a las fuerzas federales de dicha provincia, a órdenes del brigadier Juan Pablo López (que había marchado a Buenos Aires para apoyar a Rosas), ocupando Rosario y la ciudad capital. Allí (detenido durante un mes por sus indecisiones y por el tenaz asedio de los santafesinos de Juan Pablo López y su segundo, teniente coronel Jacinto Andrada) se vio rodeado del ejército federal, dirigido por el general Oribe, a quien el gobernador porteño había puesto al mando de su ejército. Entonces Lavalle se puso de acuerdo con Lamadrid, que ya ocupaba la provincia de Córdoba, para pasar a esa provincia y unir sus fuerzas.
Acordaron reunirse en la posta de Romero, en el centro de la provincia de Santa Fe, el día 20 de noviembre. Lavalle abandonó Santa Fe el día 18 y se dirigió hacia allí, perseguido de cerca por las fuerzas de Oribe (a la que se unieron las fuerzas de Juan Pablo López). Por su parte, Oribe para alcanzar al enemigo, realizó quizás una marcha única en los anales de la historia argentina: recorrió unos 150 kilómetros en dos días en medio de una región desértica. La persecución fue tan intensa, que Lavalle (con el agravante de llevar un convoy de civiles antirrosistas desde Santa Fe) tuvo que detenerse a cada rato para obligarlo a formar en orden de batalla, aun cuando no pretendía presentar combate. Pasados algunos días, y sin noticia alguna de Lavalle, Lamadrid se retiró un poco hacia el oeste, sin avisar tampoco a sus aliados. De modo que, cuando Lavalle llegó a destino, Lamadrid no estaba allí, ni tampoco nadie que supiera dónde estaba. Lavalle, picado por los federales, se dirigió a la posta de Quebracho Herrado, en el extremo oriental de la provincia de Córdoba.

## Desarrollo de la batalla
Obligado por las circunstancias, Lavalle esperó el ataque de Oribe el mismo día 28. La batalla comenzó al mediodía. Se enfrentaron 6500 soldados unitarios (1600 infantes, más de 4900 jinetes y 5 cañones) contra algo más de 4600 federales (500 infantes y casi 4300 jinetes con 4 piezas de artillería). Lavalle decidió jugar la suerte de la batalla a la carga de su ala derecha, dirigida por el coronel Niceto Vega; su rápida carga arrastró a la caballería del ala izquierda federal, a órdenes del coronel Hilario Lagos, a cierta distancia del campo de batalla, pero no lograron hacerla huir. Por consiguiente, tampoco pudieron atacar a la reserva ni a la infantería.
Por la otra ala federal, en cambio, la caballería del coronel mayor (grado equivalente al de general) Ángel Pacheco, en la que se destacó la 1a División de Santa Fe, a órdenes del comandante Jacinto Andrada, superó ampliamente a la caballería unitaria de la izquierda, a órdenes del coronel José María Vilela, llegando a atacar las reservas del ejército unitario. En el centro, la igualdad entre las infanterías unitaria del coronel Pedro José Díaz y federal del teniente coronel Jerónimo Costa se mantuvo por cuatro horas. La derecha unitaria se desmoralizó al ver vencido al resto del ejército, y fue rodeada por las fuerzas del general Pacheco y obligada a retirarse. En un último intento, Lavalle tomó personalmente el mando de la reserva y se lanzó a la lucha.
A las 4 de la tarde, los caballos del ejército unitario dejaron de moverse y la victoria quedó del lado de Oribe. Más de 1500 hombres resultaron muertos durante la batalla, a los que se sumaron varios cientos del ejército vencido después de ella; por otro lado, más de 500 soldados unitarios fueron tomados prisioneros, ya que los jinetes quedaron a pie y los infantes no podían ya caminar. El coronel Díaz fue tomado prisionero y pasaría varios años en las cárceles de Rosas (años más tarde lucharía del lado de este en la batalla de Caseros). También fueron capturados por el ejército federal varios cientos de civiles, que acompañaban a Lavalle desde Buenos Aires y Santa Fe. Perdió, además, la artillería, el parque y bagajes. El ejército federal tuvo 36 muertos y 50 heridos.
Los soldados que se salvaron de la matanza huyeron en desorden hacia la ciudad de Córdoba. Los hombres de Oribe, sin embargo y debido a la larga persecución que habían realizado, tampoco tenían resto para hacer una persecución a fondo. De modo que se quedaron en el campo de batalla, y se dedicaron a saquear el equipaje de los civiles que marchaban con el ejército.

## Consecuencias
Después de la terrible derrota, Lamadrid se apuró a ayudar a los restos del ejército vencido (1500 hombres). En cuanto se encontró en El Tío con Lavalle, se reprocharon amargamente la mutua ausencia en la posta de Romero, lo que llevó a una serie de conflictos entre los dos jefes unitarios, que no pudieron mantenerse en Córdoba.
Como resultado de la derrota, y también de las desinteligencias entre Lavalle y Lamadrid, ambos decidieron retirarse hacia el norte del país. Allí intentaron una reorganización. El bando unitario estaba lejos aún de estar vencido: tenía 2000 hombres con Lavalle, 1800 con Lamadrid, 500 con Solá, 800 con Avellaneda (en Tucumán), 1200 con Brizuela (en La Rioja) y sin contar con las tropas correntinas de Paz y otras unidades menores. Meses después se separaron y Lamadrid, con un nuevo ejército, invadió Cuyo, mientras Lavalle quedaba en Tucumán. En definitiva, ocho meses más tarde, Lavalle fue vencido en la batalla de Famaillá y Lamadrid en Rodeo del Medio, en Mendoza. Con eso desapareció la Coalición del Norte y los problemas de Rosas por ese lado.
La batalla de Quebracho Herrado fue la más grande de la guerra civil que sacudió a la Argentina entre 1839 y 1842 (una de las varias guerras civiles que sufrió ese país durante el siglo XIX). No fue absolutamente decisiva, pero volcó la situación de manera dramática a favor del partido federal, que terminaría por triunfar y asegurarse la preeminencia hasta la batalla de Caseros, en 1852.